# Universiteit van Boekarest
De Universiteit van Boekarest (Roemeens: Universitatea din București) werd gesticht in 1864 op basis van een decreet van vorst Alexander Jan Cuza, waarbij haar voorganger, de prinselijke Sint-Sava-academie, werd omgezet in een universiteit. Deze Sint-Sava-academie was gesticht in 1694 door de Walachijse vorst Constantin Brâncoveanu.
De universiteit stond in 2009 op plaats 501-600 in de top Quacquarelli-Symonds (bekend van The Times Higher Education Supplement). De Universiteit van Boekarest behoorde daarmee tot de beste 600 universiteiten ter wereld. Dit was de hoogste plek van een Roemeense universiteit in deze lijst. Anno 2017 staat de universiteit op plaats 701-750.